# Combretum viscosum
Combretum viscosum är en tvåhjärtbladig växtart som beskrevs av Arthur Wallis Exell. Combretum viscosum ingår i släktet Combretum och familjen Combretaceae. Inga underarter finns listade i Catalogue of Life.